# Geschützter Landschaftsbestandteil Triftweg Hildfeld
Der Geschützte Landschaftsbestandteil Triftweg Hildfeld mit 0,66 ha Flächengröße liegt nördlich von Hildfeld im Stadtgebiet von Winterberg. Das Gebiet wurde 2008 bei der Aufstellung vom Landschaftsplan Winterberg durch den Kreistag des Hochsauerlandkreises als Geschützter Landschaftsbestandteil (LB) ausgewiesen. Der LB grenzt im Süden direkt an die Bebauung von Hildfeld und im Norden an den Steinbruch Hildfeld.

## Gebietsbeschreibung
Beim LB handelt es sich um eine Heckenstruktur an einem Wirtschaftsweg. Im nördlichen Teil befindet sich eine lockere Feldgehölzbestockung mit wärmeliebenden Saumgesellschaften. Am nördlichen Ende liegt eine verwachsene Buchengruppe, die aus einer niederwaldartigen Nutzung hervorgegangen sein dürfte. Der Triftweg wurde früher genutzt, um Vieh auf den Neuen Hagen, heute Naturschutzgebiet Neuer Hagen, zu treiben.